# 1906 en Italie
Chronologie de l'Italie
- 1902
- 1903
- 1904
- 1905
- 1906
- 1907
- 1908
- 1909
- 1910

## Événements
- 30 janvier : Alessandro Fortis se présente à la Chambre après un remaniement, mais doit démissionner deux jours après[1].
- 8 février : le roi appelle Sidney Sonnino, chef de la droite, qui se présente au Parlement avec un programme largement consacré au Midi[2].
- 11 février : Pie X condamne toutes les formes de libéralisme dans l’encyclique Vehementer nos et condamne la loi de séparation des Églises et de l’État en France[3].
- 24 février : ouverture d'un congrès catholique à Florence. Création de l'Union populaire et de l'Union électorale catholique italienne[2].

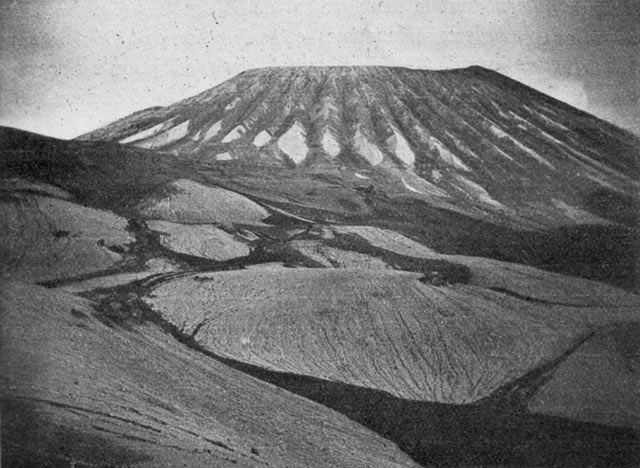
Le Vésuve immédiatement après son éruption.

- 4-21 avril : importante éruption du Vésuve. Face à l'ampleur de la reconstruction les autorités italiennes demandent la ré-attribution des Jeux olympiques d'été de 1908 prévus à Rome[4].

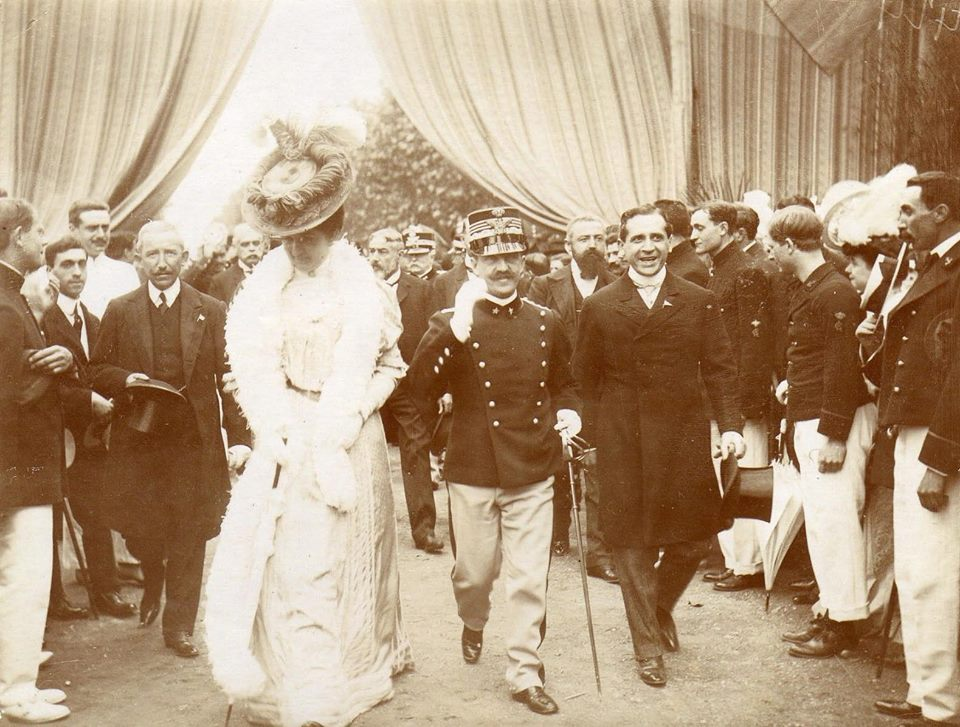
28 avril : arrivée de Victor-Emmanuel III et Elena pour la cérémonie d'inauguration de l'Exposition universelle.

- 28 avril-11 novembre : Exposition universelle de Milan[5].
- 6 mai : première édition de la Targa Florio, course automobile sur le circuit des Madonies en Sicile[6].
- 18 mai : Sonnino, qui n’a aucun appui parlementaire, doit démissionner[7].
- 19 mai : inauguration du tunnel du Simplon[8].
- 27 mai : le roi rappelle Giovanni Giolitti pour former le gouvernement (fin en 1909)[2].
- 25 juin : loi sur l’aménagement de la Calabre[9].
- 15 juillet : loi sur l’aménagement de la Sicile et la Sardaigne[9].

- 29 septembre-1er octobre : création de la CGL (Confederazione generale del Lavoro) au congrès de Milan, marquant la victoire des réformistes sur les anarcho-syndicalistes dans le mouvement syndical[10]. Elle regroupe près d’un demi million de travailleurs. Anarchiste et républicains se regroupent dans l’Union syndicale italienne, forte de 100 000 membres.
- 7-10 octobre : IXe congrès socialiste à Rome[10].

- 29 novembre : Vincenzo Lancia et Claudio Fogolin fondent la Lancia & C. Fabbrica Automobili à Turin[11].

- Mesures économiques en faveur du Mezzogiorno : allégements fiscaux, construction d’infrastructures routières et ferroviaires, reboisement, éducation, industrialisation de la région de Naples. Le trafic du port de Naples augmente de 60 % de 1903 à 1910 et 88 usines nouvelles sont créées[12].

## Naissances en 1906
- 5 février : Cesare Facciani, coureur cycliste sur piste, Champion olympique de poursuite par équipes en 1928. († 29 août 1938)

## Décès en 1906
- Giacomo Longo, 73 ans, compositeur. (° 15 février 1833)